# Несвицкий, Александр Александрович
Алекса́ндр Алекса́ндрович Несви́цкий (укр. Олександр Олександрович Несвіцький; 21 июля 1855, Кременчуг, Полтавская губерния, Российская империя — 16 апреля 1942, Полтава, СССР (де-факто рейхскомиссариат Украина, Третий рейх)) — российский, украинский государственный деятель, врач.

## Биография
Александр Александрович Несвицкий родился 21 июля 1855 года в Кременчуге в семье городского архитектора. Обучался в Полтавской гимназии, затем — в Петербургской медико-хирургической академии. В годы учёбы в Санкт-Петербурге Несвицкий сблизился с революционно настроенными студентами. В ночь на 25 февраля 1879 года, будучи студентом четвёртого курса академии, он был арестован в числе лиц, находившихся на сходке на квартире студента Петербургского университета К. Прядильщикова. Сперва Несвицкий был заключён в Петровский полицейский дом, однако уже 13 марта за «буйное поведение» подвергся переводу в Дом предварительного заключения. 21 марта того же года был взят на поруки, а 25 апреля — выслан в Кременчуг на попечение родителей с учреждением гласного надзора полиции. В январе 1880 года начальнику Полтавского губернского жандармского управления было сообщено об участии Несвицкого в расклейке 15 декабря предыдущего года в Кременчуге прокламаций. По соглашению министра внутренних дел с министром юстиции, изложенному в отношении последнего 13 декабря 1880 года, дело о Несвицком было прекращено. В июле этого же года молодой человек состоял в санитарном отряде по прекращению дифтерита в Роменском уезде, а в октябре его освободили от надзора и отпустили обратно в Петербург, где, однако, ходатайство о его возвращении в академию было отклонено. В связи с этим в 1882 году Несвицкий окончил курс академии со званием лекаря.
Обучение Несвицкий продолжил в Киевском университете. В 1888-1902 годах был земским врачом в Кременчугском уезде, после чего перебрался в Полтаву и стал городским врачом. В дальнейшем Несвицкий опубликовал ряд статей на врачебно-санитарную тематику в местной прессе, а также несколько научных работ по вопросам медицины, проводил консультации по внутренним болезням в Полтавском женском институте. Кроме всего прочего, им была организована бесплатная городская амбулатория — во главе этого учреждения Несвицкий стоял около 30 лет, после чего взял на себя руководство амбулаторией трикотажной фабрики.
Несвицкий был членом Конституционно-демократической партии России. В 1917-1922 годах он занимался ведением дневника, ставшего впоследствии важным историческим документом, рассказывающим о событиях периода революции и гражданской войны в России на Полтавщине. На протяжении нескольких десятилетий дневник Несвицкого находился в каком-то тайнике, пока его не обнаружил среди собранной школьниками макулатуры полтавский рабочий М. Пелых. В конечном счёте воспоминания врача приобрёл Государственный архив Полтавской области и в 1995 году издал их отдельной книгой.
Несвицкий умер в оккупированной немцами Полтаве 16 апреля 1942 года в возрасте 86 лет. Он был похоронен на городском Монастырском кладбище.

## Память
26 января 2024 года Полтавский городской совет за результатами онлайн-опроса жителей Полтавы, проведённом в августе 2023 года, переименовал в честь Несвицкого улицу Герцена.